# Norman Parkinson
Norman Parkinson CBE, född Ronald William Parkinson Smith den 21 april 1913 i London, död 15 februari 1990, var en brittisk mode- och porträttfotograf. Parkinson har hyllats för sina insatser för brittiskt modefotografi under mitten av 1900-talet. Från slutet av 1960-talet var han en officiell hovfotograf vid det brittiska hovet.

## Biografi

### Karriär

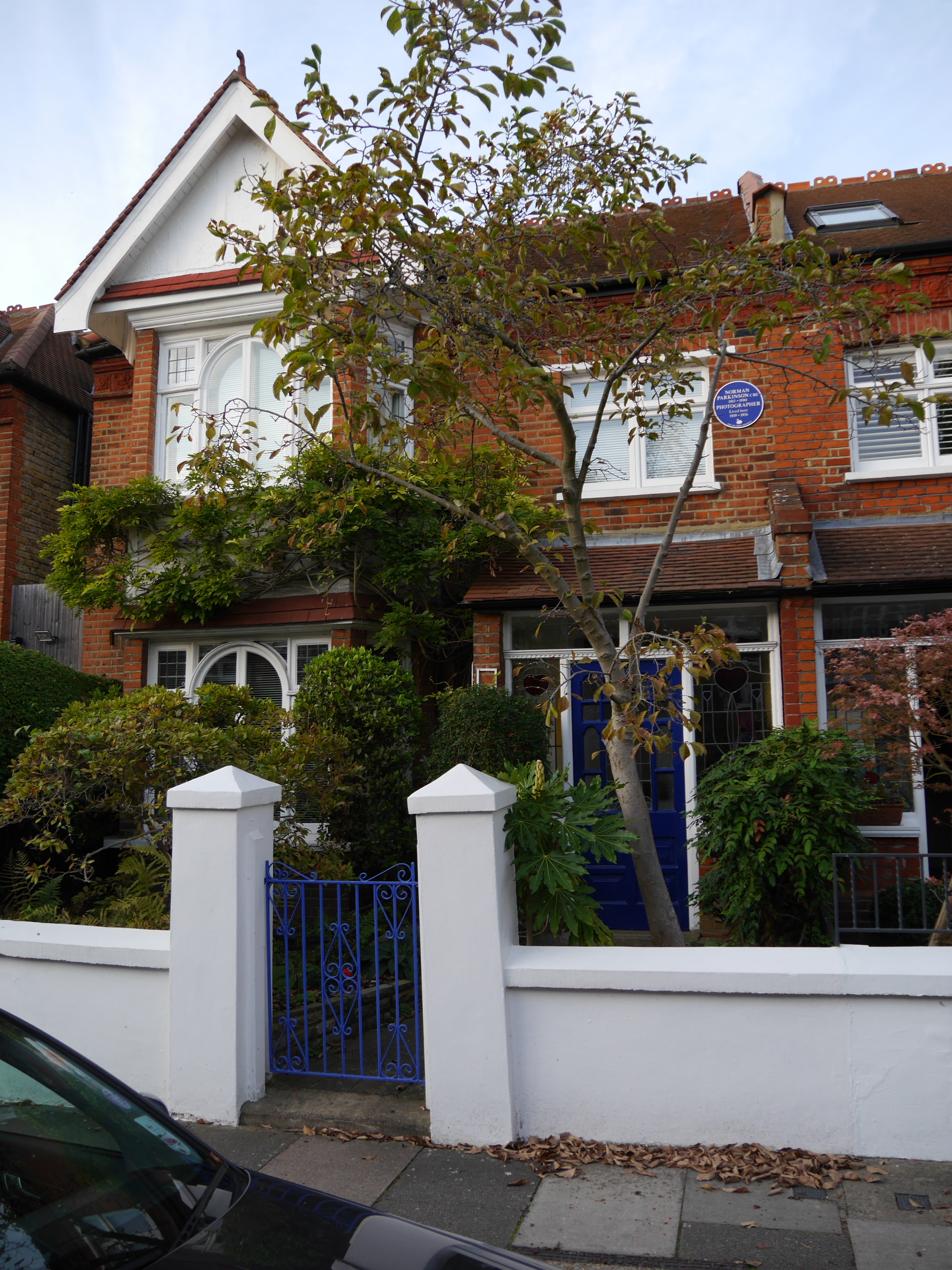
Parkinsons barndomshem på 32 Landford Road i Putney.

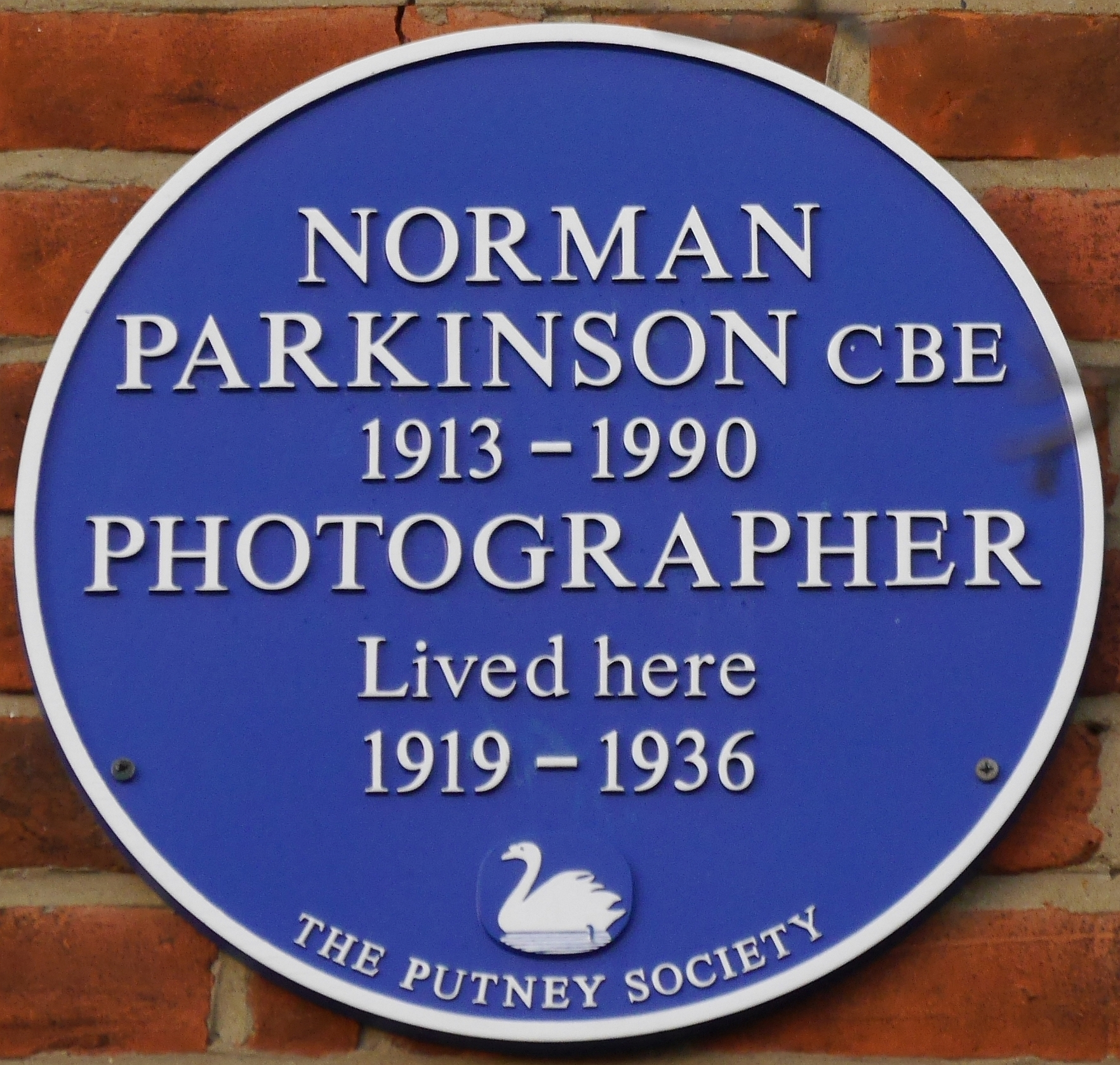
Minnestavla på 32 Landford Road.

Parkinson växte upp i Putney, London och studerade vid Westminster School. Han påbörjade sin karriär 1931, som lärling hos hovfotograferna Speaight and Sons Ltd. År 1934 öppnade han sin egen fotostudio i London tillsammans med Norman Kibblewhite. Mellan 1935 och 1940 var han anställd hos tidskrifterna Harper's Bazaar och Bystander. Under andra världskriget arbetade Parkinson som spaningsfotograf för Storbritanniens flygvapen. Mellan 1945 och 1960 var han anställd hos modemagasinet Vogue. Han var en redaktör för tidskriften Queen mellan 1960 och 1964. Parkinson flyttade till Tobago 1963, men fortsatte att besöka London regelbundet. Från 1964 till sin död arbetade han som frilansfotograf. Han utsågs till kommendör av brittiska imperieorden (Commander of the Order of the British Empire) 1981.
Parkinson revolutionerade brittiskt modefotografi på 1930-talet genom att fotografera sina modeller i utomhusmiljöer. Tidigare hade modefotosessioner enbart ägt rum i en studio inomhus.
År 1969 utsågs Parkinson till officiell hovfotograf i samband med att han fotograferade prinsessan Anne inför hennes 19-årsdag. Parkinson anlitades även för att ta prinsessan Annes officiella förlovnings- och bröllopsfoton. Han fotograferade också drottning Elizabeth, drottningmodern, inför hennes 75-årsdag 1975. Några år därefter fotograferade han drottningmodern tillsammans med hennes båda döttrar, drottning Elizabeth II och prinsessan Margaret.
Parkinson upptäckte fotomodellerna Celia Hammond, som han fotograferade för Queen 1959, och Nena von Schlebrügge, som han introducerade för Vogue 1957. Han bidrog också till att göra fotomodellerna Jerry Hall och Grace Coddington berömda.
Vid sidan av fotografyrket grundade Parkinson korvföretaget Porkinson Bangers. Han saknade brittiska korvar medan han bodde på Tobago och skapade därför sitt eget recept, för att sedan marknadsföra dessa korvar i brittiska livsmedelsbutiker.

### Privatliv
År 1935 gifte sig Parkinson med illustratören Margaret "Peggy" Mitchell-Banks (1913–1950). Paret skilde sig några år senare och 1942 gifte Parkinson sig med fotomodellen Thelma Woolley (född Blay). Han gifte sig för tredje gången 1951, med skådespelaren och fotomodellen Wenda Rogerson, som också var Parkinsons musa.